# Hogna agadira
Hogna agadira là một loài nhện trong họ Lycosidae.
Loài này thuộc chi Hogna. Hogna agadira được Carl Friedrich Roewer miêu tả năm 1960.